# Live in Woodstock Festival
Live in Woodstock Festival es el segundo disco en vivo de la banda de ska-punk española Ska-P. Es un álbum en directo grabado en uno de sus últimos conciertos, el 1 de agosto de 2014 en el Woodstock Festival de Kostrzyn nad Odrą, Polonia. Tiene la particularidad de haber salido al mercado cuando el grupo ya se encontraba en su nuevo parón indefinido. Apareció en formato CD+DVD, conteniendo en ambos las mismas quince canciones que fueron interpretadas en el festival y que forman parte de su catálogo de éxitos.

## Lista de canciones
| N.º | Título                                      | Duración |  |
| 1.  | «Intro»                                     | 0:57     |  |
| 2.  | «Full Gas» (99%)                            | 3:08     |  |
| 3.  | «Estampida» (¡¡Que corra la voz!!)          | 3:32     |  |
| 4.  | «Niño Soldado» (¡¡Que corra la voz!!)       | 5:03     |  |
| 5.  | «Crimen Sollicitationis» (Lágrimas y gozos) | 5:34     |  |
| 6.  | «Cannabis» (El vals del obrero)             | 5:33     |  |
| 7.  | «Vergüenza» (Planeta Eskoria)               | 4:01     |  |
| 8.  | «E.T.T.'s» (Planeta Eskoria)                | 4:37     |  |
| 9.  | «Derecho de admisión» (Planeta Eskoria)     | 6:16     |  |
| 10. | «Ska-Pa» (99%)                              | 3:57     |  |
| 11. | «Romero el madero» (El vals del obrero)     | 3:17     |  |
| 12. | «Intifada» (¡¡Que corra la voz!!)           | 5:06     |  |
| 13. | «El vals del obrero» (El vals del obrero)   | 5:51     |  |
| 14. | «A la mierda» (Planeta Eskoria)             | 4:46     |  |
| 15. | «El gato López» (El vals del obrero)        | 6:17     |  |